# The Very Best of The Beach Boys (álbum británico)
The Very Best of The Beach Boys es una serie que consta de dos discos que se editaron simultáneamente en el Reino Unido en 1983, con canciones de The Beach Boys.

## Lanzamiento
The Very Best of The Beach Boys se publicó en julio de 1983, por Capitol Records. Los dos volúmenes se editaron juntos con el número de catálogo BBTV 1867193.

## Lista de canciones

### The Very Best of The Beach BoysVolumen 1
Todas por Brian Wilson/Mike Love excepto donde se indique.
Lado A
1. "Surfin' Safari" – 2:05
2. "Surfin' U.S.A." (Brian Wilson/Chuck Berry) – 2:28
3. "Shut Down" (Brian Wilson/Roger Christian) – 1:49
4. "Little Deuce Coupe" (Brian Wilson/Roger Christian) – 1:50
5. "In My Room" (Brian Wilson/Gary Usher) – 2:13
6. "Fun, Fun, Fun" – 2:18
7. "I Get Around" – 2:12
8. "Don't Worry Baby" – 2:51
9. "When I Grow Up (To Be a Man)" – 2:02

Lado B
1. "Wendy" – 2:22
2. "Little Honda" – 1:51
3. "Dance, Dance, Dance" – 1:58
4. "All Summer Long" – 2:05
5. "Do You Wanna Dance" (Bobby Freeman) – 2:18
6. "Help Me, Rhonda" – 2:45
7. "California Girls" – 2:38
8. "The Little Girl I Once Knew" (Brian Wilson) – 2:36
9. "Barbara Ann" (Fred Fassert) – 2:05

### The Very Best of The Beach BoysVolumen 2
Lado A
1. "You're So Good to Me" – 2:13
2. "Then I Kissed Her" (Phil Spector/E. Greenwich/J. Barry) – 2:15
3. "Sloop John B" (tradicionális, Brian Wilson) - 2:56
4. "God Only Knows" (Brian Wilson/Tony Asher) – 2:49
5. "Wouldn't It Be Nice" (Brian Wilson, Tony Asher,Mike Love) - 2:22
6. "Here Today" (Brian Wilson, Tony Asher) - 2:52
7. "Good Vibrations" – 3:35
8. "Heroes and Villains" (Brian Wilson, Van Dyke Parks) – 3:37
9. "Wild Honey" – 2:37

Lado B
1. "Darlin'"  – 2:12
2. "Country Air" – 2:20
3. "Here Comes the Night" – 2:41
4. "Friends" (Brian Wilson, Carl Wilson, Dennis Wilson, Alan Jardine) – 2:30
5. "Do It Again" – 2:18
6. "Bluebirds over the Mountain" (Ersel Hickey) - 2:51
7. "I Can Hear Music" (Jeff Barry/Ellie Greenwich/Phil Spector) - 2:36
8. "Break Away" (Brian Wilson,Murry Wilson) - 2:56
9. "Cottonfields" (Huddie Ledbetter) - 2:21

## Recepción
Tuvo un gran éxito en el Reino Unido, el álbum alcanzó el disco de platino, y se mantuvo en el número n.º 1 y 2, por tres semanas en cada caso. En total, estuvo veinticuatro semanas en venta, de las cuales nueve fueron en el top 10.